# Delegación Argentina de Inmigración en Europa
Die Delegación Argentina de Inmigración en Europa (DAIE) (deutsch Amt für argentinische Einwanderung in Europa) war eine peronistische Einrichtung Argentiniens in Europa, um Arbeitern und Arbeiterinnen aus Europa die Einwanderung zu ermöglichen. Sie steht wegen der Fluchthilfe für NS-Kriegsverbrecher, Ustascha-Faschisten und andere Funktionsträger von NS-Kollaborationsregimen in der Kritik.
Offiziell sollten monatlich 30.000 und insgesamt vier Millionen Europäer einreisen, um  „die wirtschaftliche und soziale Revolution voranzutreiben“, wie der argentinische Journalist und Historiker Uki Goñi schreibt. Die Zahl wurde jedoch nicht erreicht. Das DAIE entsprach der nationalistischen Einwanderungspolitik Juan Peróns aus der Periode 1947–1951. 

## NS-Fluchthilfe
Das zentrale Büro wurde im Dezember 1946 in Rom eröffnet. Umstrittene Leiter des Amtes in Rom waren Adolfo S. Scilingo und der Armeekaplan José Clemente Silva, Bruder des ultra-nationalistischen Generals Oscar Rufino Silva. Zwischen dem Amt und der katholischen Kirche bestand eine enge Zusammenarbeit und es war den Funktionären der DAIE klar, dass NS-Kriegsverbrecher über das Amt einreisen. Entsprechend dem diplomatischen Code der Alliierten wurden die Flüchtlinge in „Schwarze“, „Graue“ und „Weiße“ kategorisiert. Danach wurden eindeutige Kriegsverbrecher als „Schwarze“, Kollaborateure als „Graue“ und jüdische Flüchtlinge und andere Opfer des NS-Staats als „Weiße“ unterschieden.
Die Einreise erfolgte per Schiff über Genua, wo sich ein weiteres DAIE-Büro befand.
Schlüsselfiguren der NS-Fluchthilfe, die mit dem DAIE zusammenarbeiteten, sind u. a. der katholische Bischof Alois Hudal, sowie Reinhard Kopps, Carlo Petranovic, Krunoslav Draganović, Monsignore Heinemann, Monsignore Karl Bayer von der Hilfsaktion des Vatikans für deutsche Flüchtlinge, Rodolfo Freude, Carlos Fuldner und Pater Edoardo Dömöter von der San-Antonio-Gemeinde in Genua, der seinerzeit den flüchtigen NS-Hauptkriegsverbrecher Adolf Eichmann mit einem Laissez-passer des Roten Kreuzes versorgte.